# The B-Team
The B-Team (anteriormente conocido como The Miztourage) fue un tag team de lucha libre profesional que trabajó para la WWE en su marca SmackDown. El equipo estaba compuesto por Bo Dallas y Joe Hennig. Son los que fueron Campeones en Pareja de Raw. El dúo nació inicialmente, de 2017 a 2018, como «guardaespaldas» de The Miz y Maryse.

## Historia
Los orígenes del dúo de Axel y Dallas tienen a principios en 2016, cuando los dos eran parte de The Social Outcasts, junto con Adam Rose y Heath Slater, pero, tras la separación del grupo, Axel y Dallas fue enviado a Raw, donde continuaron luchando esporádicamente como pareja.

### The Miztourage (2017-2018)
El 19 de junio de 2017 en Raw, el Campeón Intercontinental The Miz llamó a Curtis Axel y Bo Dallas al ring y prometió convertirlos en estrellas si aceptaban ser su séquito. Más tarde en la noche, Dallas y Axel salvaron a The Miz de un ataque de Dean Ambrose. Apodado como «The Miztourage», el trío logró una victoria sobre Ambrose, Heath Slater y Rhyno en el episodio del 26 de junio de Raw. El 9 de julio en Great Balls of Fire, Miz retuvo su Campeonato Intercontinental en una lucha contra Ambrose debido a la interferencia de Dallas y Axel.
En SummerSlam, The Miztourage derrotó al equipo de The Hardy Boyz y Jason Jordan en un combate por equipos de seis hombres.
En el episodio del 22 de noviembre de Raw, Miz perdió el Campeonato Intercontinental a manos deRoman Reigns y se tomó un tiempo libre para filmar The Marine 6: Close Quarters. Al regresar al evento Raw 25 Years el 22 de enero de 2018, recuperó el título de Reigns después de recibir nuevamente asistencia de Axel y Dallas. En Elimination Chamber, Dallas y Axel perdieron contra Karl Anderson y Luke Gallows. Dallas y Curtis Axel participaron en un Battle Royal para determinar los contendientes número 1 por el Campeonatos en Pareja de Raw de Cesaro y Sheamus, pero fueron eliminados. En el episodio de Raw del 19 de marzo, The Miz y Miztourage fueron derrotados por Balor Club. En el episodio de Raw 26 de marzo de Dallas y Curtis Axel fueron vencidos por Luke Gallows y Karl Anderson. El 8 de abril, en el inicio de WrestleMania 34, Dallas participó en el anual André the Giant Memorial Battle Royal, pero fue eliminado por Kane . En el episodio del 9 de abril de Raw, The Miz y Miztourage fueron derrotados por Finn Bálor, Jeff Hardy y Seth Rollins.
Durante el WWE Superstar Shake-up de 2018, Miz fue transferido a SmackDown Live y Dallas y Axel le dieron la espalda a Miz, ya que lo abandonaron durante una lucha de equipos contra Bobby Lashley, Bobby Roode, Braun Strowman, Finn Balor y el Campeón Intercontinental Seth Rollins en su última noche en Raw.

### The B-Team (2018-2020)
Después de la partida de Miz del grupo, Dallas y Axel se rebautizaron a sí mismos como «The B-Team». En el episodio del 14 de mayo de Raw, obtuvieron una victoria contra Breezango(Tyler Breeze & Fandango). En el episodio del 4 de junio de Raw, el dúo ganó una batalla real de parejas para determinar los contendientes #1 a los Campeonatos en Parejas de Raw de Matt Hardy & Bray Wyatt en Extreme Rules. Finalmente ganaron los títulos en el evento. Y comenzaron un feudo contra The Revival y Matt Hardy & Bray Wyatt. En el Kick-Off de SummerSlam derrotaron a The Revival(Dash Wilder & Scott Dawson) y retuvieron los Campeonatos por Parejas de Raw. Perdieron los títulos contra Dolph Ziggler & Drew McIntyre, terminando su reinado de 50 días.
En el Raw del 26 de agosto, donde participaron como parte de SmackDown Live!, en un 8-Tag Team Turmoil Match contra The Viking Raiders(Erik e Ivar), The O.C.(Karl Anderson & Luke Gallows), Lucha House Party(Lince Dorado & Gran Metalik), The Revival(Dash Wilder & Scott Dawson), Heavy Machinery(Otis & Tucker), Curt Hawkins & Zack Ryder y Dolph Ziggler & Robert Roode por una oportunidad a los Campeonatos en Parejas de Raw de Seth Rollins & Braun Strowman en Clash Of Champions, donde entraron de primeros, siendo eliminandos por The Viking Raiders.
Después de eso llevaban varios meses inactivos, hasta que el 30 de abril de 2020 Curtis Axel fue liberado de su contrato, y por ende se disolvió el equipo.

## En lucha
- Movimientos finales
  - Plan-B Belly-to-back suplex (Dallas) / Neckbreaker (Axel) en combinación
- Movimientos finales individualmente
  - Movimientos finales de Dallas
    - Rolling the Dice (Rolling cutter)

  - Movimientos finales de Axel
    - Axehole (Hangman Facebuster)
    - Perfect-Plex (Bridging fisherman suplex)

- Luchadores dirigidos
  - The Miz
  - Elias

- Música de entrada
  - "I Came to Play" de Downstait (26 de junio de 2017–16 de abril de 2018)
  - "Battlescars" de CFO$ (14 de mayo de 2018–6 de agosto de 2018)
  - "Go, Go, Go" de CFO$ (16 de agosto de 2018-30 de abril de 2020)

## Campeonatos y logros
- World Wrestling Entertainment/WWE
  - Raw Tag Team Championship (1 vez)
  - WWE 24/7 Championship (1 vez) - Dallas